# Christopher Lambert

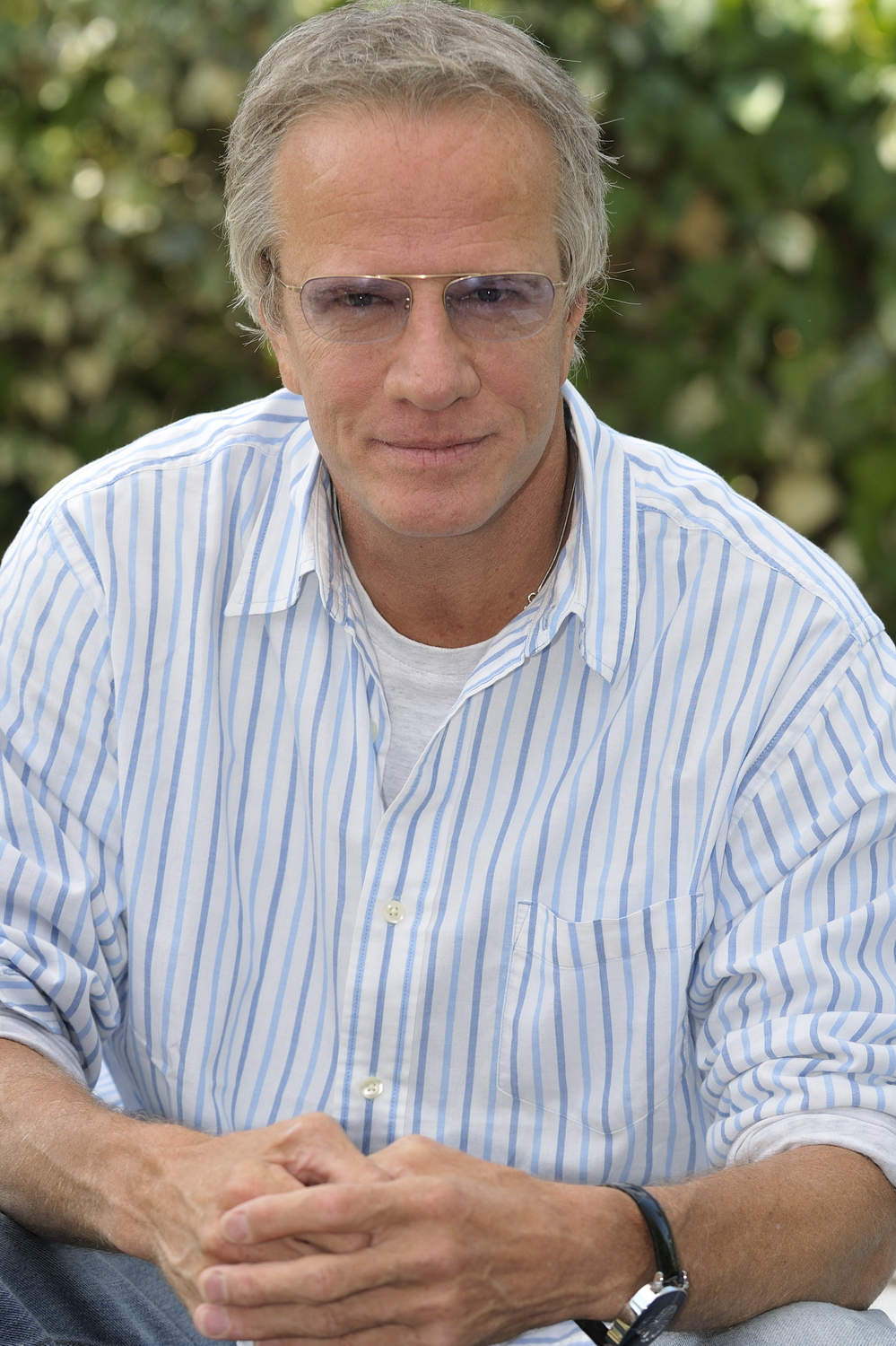
Christopher Lambert

Christophe Guy Denis "Christopher" Lambert (n. 29 martie 1957) este un actor francez, care a apărut în producții franceze, europene și americane. El este cel mai bine cunoscut pentru rolul lui Connor MacLeod din seria de filme Highlander (Nemuritorul). El mai este cunoscut și pentru rolul Tarzan din Greystoke: Legenda lui Tarzan sau zeul tunetului Raiden în prima adaptare pentru cinematografie a popularului joc video Mortal Kombat. În țările francofone, el este cunoscut sub numele de Christophe Lambert.

## Biografie
Numele său întreg este Christophe Guy Denis. S-a născut pe 29 martie 1957. Este un actor francez care a jucat în producții americane și europene. Este foarte bine cunoscut pentru rolul facut în "The Highlander", un film cu mare succes la public. Mai este cunoscut pentru rolurile din "Tarzan în Greystoke: The Legend of Tarzan", "Lord of the Apes" și prima adaptare a jocului video Mortal Kombat. Este cunoscut în țările în care se vorbește limba franceză drept Christophe Lambert. 
S-a născut la Great Neck, New York. Tatăl său a fost un diplomat francez. A crescut la Geneva și Elveția, acolo unde familia sa s-a mutat, iar la 16 ani a ajuns la Paris. La vârsta de 12 ani și-a făcut debutul pe scenă. Părinții săi au considerat însă că o posibilă carieră în actorie este riscantă și au încercat să îl îndrume spre o slujbă în domeniul securității și siguranței. Pentru că s-a împotrivit, Lambert a plecat la Paris pentru a-și ajuta un prieten să conducă un magazin. La insistențele părinților săi a avut și o carieră militară. 
După ce a apărut în mai multe filme franțuzești, a fost descoperit de către regizorul american Hugh Hudson, care l-a distribuit în filmele Greystoke: The Legend of Tarzan, Lord of the Apes (1984). În același an a apărut într-un musical franțuzesc, Paroles et musique, ca opusul lui Catherine Deneuve. A interpretat de atunci un rol principal în filmul lui Luc Besson, Subway, pentru care a câștigat premiul Cesar pentru Cel mai bun actor un an mai târziu. Însă cel mai faimos rol al său a fost cel din filmul Highlander, în care a interpretat rolul Connor MacLeod. A colaborat pentru diverse documentare cu postul Sci-Fi.

## Filmografie
| An        | Titlu                                             | Rol                                             | Note                                                         |
| --------- | ------------------------------------------------- | ----------------------------------------------- | ------------------------------------------------------------ |
| 1963      | Who's Minding the Store?                          | Child Actor                                     | necreditat                                                   |
| 1979      | Ciao, les mecs                                    | Un loubard à la soirée dansante                 | Film de debut (ca Christophe Lambert)                        |
| 1980      | The Telephone Bar                                 | Paul "Bébé" Franchi                             | (ca Christophe Lambert)                                      |
| 1981      | Douchka                                           |                                                 | film TV                                                      |
| 1981      | Asphalt                                           | Un médecin à l'hôpital/The doctor               | (ca Christophe Lambert)                                      |
| 1981      | Une sale affaire                                  | Mullard                                         | (as Christophe Lambert)                                      |
| 1981      | Putain d'histoire d'amour                         | Inspecteur de police                            | (ca Christophe Lambert)                                      |
| 1982      | Légitime violence                                 | Jockey                                          | (ca Christophe Lambert)                                      |
| 1982      | Cinéma 16                                         | Marcel                                          | TV (1 Episode)                                               |
| 1984      | Greystoke: The Legend of Tarzan, Lord of the Apes | John Clayton/Tarzan                             |                                                              |
| 1985      | Paroles et musique                                | Jeremy                                          | (ca Christophe Lambert)                                      |
| 1985      | Subway                                            | Fred                                            | Nominated César Award for Best Actor (ca Christophe Lambert) |
| 1986      | Highlander                                        | Connor MacLeod/Russell Nash                     |                                                              |
| 1986      | I Love You                                        | Michel                                          | (ca Christophe Lambert)                                      |
| 1987      | The Sicilian                                      | Salvatore Giuliano                              |                                                              |
| 1988      | Love Dream                                        | Menrou                                          |                                                              |
| 1988      | To Kill a Priest                                  | Father Alek                                     |                                                              |
| 1990      | Why Me?                                           | Gus Cardinale                                   |                                                              |
| 1991      | Highlander II: The Quickening                     | Connor MacLeod                                  |                                                              |
| 1992      | Knight Moves                                      | Peter Sanderson                                 |                                                              |
| 1992      | Highlander: The Series                            | Connor MacLeod                                  | TV (1 Episode)                                               |
| 1992      | Max & Jeremie                                     | Jeremie Kolachowsky                             | (as Christophe Lambert)                                      |
| 1992      | Fortress                                          | John Henry Brennick                             |                                                              |
| 1993      | Loaded Weapon 1                                   | Man with Car Phone                              | (Uncredited)                                                 |
| 1994      | Gunmen                                            | Dani Servigo                                    |                                                              |
| 1994      | Roadflower                                        | Jack                                            |                                                              |
| 1994      | Highlander III: The Sorcerer                      | Connor MacLeod/Russell Nash                     |                                                              |
| 1995      | The Hunted                                        | Paul Racine                                     |                                                              |
| 1995      | Mortal Kombat                                     | Lord Raiden                                     |                                                              |
| 1996      | North Star                                        | Hudson Saanteek                                 | (as Christophe Lambert)                                      |
| 1996      | Adrenalin: Fear the Rush                          | Lemieux                                         |                                                              |
| 1996      | Hercule & Sherlock                                | Vincent                                         | (as Christophe Lambert)                                      |
| 1997      | Nirvana                                           | Jimi Dini                                       |                                                              |
| 1997      | Arlette                                           | Frank Martin                                    | (as Christophe Lambert)                                      |
| 1997      | Mean Guns                                         | Lou                                             |                                                              |
| 1999      | Operation Splitsville                             | Max, P.E. Teacher                               |                                                              |
| 1999      | Resurrection                                      | John Prudhomme                                  |                                                              |
| 1999      | Beowulf                                           | Beowulf                                         |                                                              |
| 1999      | Gideon                                            | Gideon Oliver Dobbs                             |                                                              |
| 2000      | Fortress 2                                        | John Henry Brennick                             |                                                              |
| 2000      | Highlander: Endgame                               | Connor MacLeod                                  |                                                              |
| 2001      | Aparté                                            |                                                 | Short Film                                                   |
| 2001      | Vercingétorix                                     | Vercingetorix                                   | (as Christophe Lambert)                                      |
| 2001      | Mazinkaiser                                       | Additional Voices                               | Video Game (unnacredited)                                    |
| 2001      | The Point Men                                     | Tony Eckhardt                                   |                                                              |
| 2002      | King of Bandit Jing                               | Additional Voices                               | TV Miniseries (as Chris Lambert)                             |
| 2002      | The Piano Player                                  | Alex Laney                                      |                                                              |
| 2003      | Absolon                                           | Detective Norman Scot                           |                                                              |
| 2003      | Janis and John                                    | Léon                                            |                                                              |
| 2004      | Á ton image                                       | Thomas                                          |                                                              |
| 2005      | Dalida                                            | Richard Chanfray, dit le comte de Saint-Germain | TV Miniseries                                                |
| 2006      | Day of Wrath                                      | Ruy de Mendoza                                  |                                                              |
| 2006      | Southland Tales                                   | Walter Mung                                     |                                                              |
| 2006      | Le lièvre de Vatanen                              | Tom Vatanen                                     | (as Christophe Lambert)                                      |
| 2007      | Metamorphosis                                     | Constantine Thurzo                              |                                                              |
| 2007      | Trivial                                           | Jacques                                         | (as Christophe Lambert)                                      |
| 2008      | The Chauffeur                                     | Devereaux                                       |                                                              |
| 2009      | White Material                                    | Andre Vial                                      | (as Christophe Lambert)                                      |
| 2009      | Les associés                                      | Philippe Kaminski                               | TV Movie (as Christophe Lambert)                             |
| 2009      | L'homme de chevet                                 | Leo                                             | (as Christophe Lambert)                                      |
| 2010      | The Secret of the Whales                          | Chris Cassell                                   | Film TV                                                      |
| 2011      | The Last Tango                                    | Roberto                                         |                                                              |
| 2011      | Dark Star Hollow                                  | David Sinclair                                  |                                                              |
| 2012      | Ghost Rider: Spirit of Vengeance                  | Methodius                                       |                                                              |
| 2012      | The Expendables 2                                 | Nicky                                           | (Rumored)                                                    |
| 2012      | 2012                                              | Dark Star Hollow                                |                                                              |
| 2012      | 2012                                              | Blood Shot                                      | The President                                                |
| 2012      | 2012                                              | The Foreigner                                   | Vincent                                                      |
| 2012–2013 | NCIS: Los Angeles                                 | Marcel Janvier / The Chameleon                  | serial TV (6 episoade)                                       |
| 2013      | The Gardener of God                               | Gregor Mendel                                   |                                                              |
| 2015      | Shades of Truth                                   | Cardinal Ennio Salvemini                        |                                                              |
| 2015      | 10 Days in a Madhouse                             | Dr. Dent                                        |                                                              |
| 2016      | Hail, Caesar!                                     | Arne Slessum                                    |                                                              |

## Legături externe
- Christopher Lambert la Internet Movie Database